# Lobotomy Inc.
Pour les articles homonymes, voir Lobotomy et Lobotomy Software.
Lobotomy Inc., de son vrai nom Jean Patrick Deconinck, né le 27 août 1982 à Roubaix, dans le Nord, est un producteur et disc jockey de jumpstyle français.

## Biographie
Jean Patrick Deconinck est né à Roubaix, dans le Nord. En 2002, après le pic de popularité du jumpstyle en Belgique entre 1999 et 2000, et son déclin peu de temps après, une génération de nouveaux producteurs tels que Greg C, Seb B, Ronald-V et Lobotomy Inc. fait son apparition. À cette période,  Jean Patrick envoie deux CD démo au label Babaorum Records, mais il ne suscite pas l'intérêt. Il décide alors d'enregistrer le morceau The Test, qui est inclus dans le single/EP The Test / Face to Face, finalement publié par Babaorum Records la même année.
Lors d'un entretien avec Partyflock en 2006, il explique les disparités du jumpstyle entre le nord et le sud de la France : « Oui, la France est grande. Mais le Nord et le Sud diffèrent, un peu comme le noir et le blanc. J'ai vécu un an dans le sud de la France et là-bas, on y trouve aucune scène techno ou jump. Les gens ne savent même pas ce qu'est la jumpmusic [...]. Non, j'aime le Nord de la France. On a un temps de merde, mais au moins la musique est bonne, haha ! »
En 2006, il participe au festival Defqon.1 dont la performance est enregistrée et publiée sous le DVD intitulé Defqon.1 Festival 2006. La même année, Babaorum sort la compilation Jumpstyle Part 2 - DJ Greg C vs Lobotomy Inc. qui, comme son titre l'indique fait participer Greg C et Lobotomy Inc ; il obtient une note de 82% sur Partyflock.
Il sortira du milieu musical en 2013 pour partir vivre dans le sud de la France et stoppera complètement sa carrière musicale. 
Coup de théâtre, après 10 ans d'absence Jean Patrick décide de revenir plus motivé que jamais à faire revivre la scène qui l'a fait naître et évoluer.
Il sortira un premier titre Chicago sur Lunatik nation, d'autres titres sur babaorum et total hardcore.
Mais surtout ! Il lancera pour la première fois de sa carrière son propre label indépendant RAGNAROC RECORDS ou sortiront ses titres et ceux d'artistes dans les styles techno, jump, hardstyle et hardcore.
Un retour sur les grandes scènes et festivals pour 2024.
Music is pure énergie.